# Glossitis romboidal mediana
La glossitis romboidal mediana és una afecció caracteritzada per una àrea d'envermelliment i pèrdua de papil·les linguals de la llengua (una glossitis) i, concretament, al dors central, que de vegades inclou lesions de la llengua i el paladar. S'observa en pacients que utilitzen glucocorticoides inhalats i fumadors, i sol ser una mena de candidiasi oral atròfica crònica, però s'han d'excloure la deficiència hematínica (de B12 i folat) i la diabetis.